# Българи (списание)
Списание „Българи" е културно-информационен двумесечник на гражданско сдружение „Възраждане“. Предназначено е за българите в Чехия, но е отворено за цялата българска диаспора.

## Същност
Списание „Българи“ излиза за първи път през 2001 г. с финансовата подкрепа на Министерството на културата на Чешката република. Пише се на български език. Разпространява се сред българските общности и техните дружества в Чехия, в културни институции, библиотеки и университети в България и Чехия.
Списание „Българи“ е наградено от Министерството на културата на България с плакет и почетна грамота „За принос в развитието и популяризирането на българската култура“. На Десетата световна среща на българските медии през 2014 г. сп. „Българи“ (Чехия) получава награда от НДФ „13 века България“ за принос към популяризирането на българската култура за българоезична медия зад граница.

## Сдружение „Възраждане"
„Възраждане“ възниква като гражданско сдружение на новата българска емиграция, имащо за цел да защитава интересите на българското национално малцинство в Чехия, да популяризира българския език, култура и традиции, да развива активна дейност за интеграцията на българската общност, както и да работи за изграждане положителния имидж на България в чужбина.
Изключително богата е клубната дейност на „Възраждане“, включваща празнуването на големите български национални и народни празници. Сдружението организира ежегодно Дни на българската култура. Сред подрастващите и техните родители с голяма популярност се ползва създаденото през 2002 г. Неделно училище - БНУ „Възраждане“.